# Guiratinga
Guiratinga là một đô thị thuộc bang Mato Grosso, Brasil. Đô thị này có diện tích 5358,322 km², dân số năm 2007 là 13836 người, mật độ 2,58 người/km².